# Batmans Rückkehr
Batmans Rückkehr (Originaltitel: Batman Returns) ist eine US-amerikanische Comicverfilmung aus dem Jahr 1992 und die Fortsetzung des Spielfilms Batman aus dem Jahr 1989. Regie führte erneut Tim Burton, die Hauptrolle spielte Michael Keaton. Er wurde seinerseits mit Batman Forever (1995) und Batman & Robin (1997) fortgesetzt. Der Film startete am 16. Juli 1992 in den deutschen Kinos.
Der Film basiert auf den von Bob Kane und Bill Finger geschaffenen Figuren Batman, Pinguin und Catwoman.

## Handlung
Der korrupte Millionär Max Shreck will in Gotham City unter dem Deckmantel eines Kraftwerks einen gigantischen Kondensator errichten, um der Stadt die Energie abzuziehen. Er stößt mit seinen Plänen sowohl beim Bürgermeister als auch bei Bruce Wayne auf Widerstand. Um seinen Plan doch noch umsetzen zu können, verbündet er sich mit dem Pinguin, einem Mann, der aufgrund eines genetischen Fehlers einen deformierten Körper hat und wie ein Pinguin aussieht. Der Pinguin wurde als Baby von seinen reichen Eltern mitsamt Kinderwagen in einen Fluss geworfen. Er landete in der Kanalisation der Stadt, wo er 33 Jahre lang im Untergrund gelebt und eine Verbrecherbande gegründet hat.
Shreck verhilft dem Pinguin zur Rückkehr in die Gesellschaft. Er will ihn zum Bürgermeister machen, um mit seiner Hilfe sein „Kraftwerk“ bauen zu können. Dabei nutzen beide vor allem Pinguins Zirkusbande Red Triangle, die durch Plünderungen und Terror das Vertrauen in den aktuellen Bürgermeister schwächen soll. Bruce Wayne versucht in Gestalt seines Alter Egos Batman das Duo zu stoppen.
Neben Shreck und dem Pinguin muss er sich auch mit der schönen und gefährlichen Catwoman alias Selina Kyle auseinandersetzen. Kyle ist die Assistentin von Max Shreck. Als sie durch Zufall von den Plänen des Millionärs erfährt, versucht Shreck sie zu töten, indem er sie aus dem Fenster stößt. Nach dem Sturz aus dem Fenster steht sie benommen wieder auf und geht nach Hause. Dort näht sie sich ein Kostüm und verwandelt sich in Catwoman. Sie beschließt Rache an Max Shreck zu nehmen und sieht Batman auf diesem Weg als Hindernis.
Nachdem Batman Catwoman in Notwehr mit Napalm angegriffen und von einem Dach geworfen hat, finden Catwoman und der Pinguin zusammen, da sie beide dasselbe Ziel haben: Batman zu vernichten. Sie planen die Entführung der Eisprinzessin und die Manipulation des Batmobils. Batman kann jedoch fliehen und schafft es, die wahren Ziele des Pinguins bei einer seiner Reden vor den Bürgern bloßzustellen. Der Pinguin flieht vor der wütenden Menge zurück in die Kanalisation und plant daraufhin, Rache an Gotham City zu nehmen.
Während Batman und Catwoman gegeneinander kämpfen, verlieben sich Bruce Wayne und Selina Kyle ineinander. Auf Shrecks Kostümball erkennen beide die Doppelidentität des jeweils anderen. Gleichzeitig erscheint auf dem Ball unerwartet der Pinguin und holt Shreck hinunter in sein geheimes Versteck. Von dort plant er die Entführung und Ermordung aller Erstgeborenen von Gotham City, was Batman allerdings verhindert. Nun greift Pinguin zum Äußersten und setzt seine Pinguinarmee auf Gotham City an, die, mit Raketen bewaffnet, Hunderttausenden den Tod bringen soll. Allerdings gelingt es Batman, die Kontrolle über diese Armee zu erhalten. Er richtet sie gegen das Versteck des Pinguins selbst, das durch den Beschuss schwer beschädigt wird.
In einer finalen Konfrontation zeigen sich Wayne und Kyle ohne Masken. Wayne wird von Shreck verwundet, dieser von Kyle durch einen Stromschlag getötet (Catwoman verliert hierbei, mit Ausnahme von einem, den Rest ihrer neun Leben). Kurz darauf stirbt der verwundete Pinguin bei dem hoffnungslosen Versuch, Batman vor Ort zu erschießen.
Wayne fährt heimwärts durch das nächtliche Gotham. Ein großer Schatten huscht durch eine Gasse, der Catwoman ähnelt. Wayne findet lediglich ihre Katze und nimmt sie mit zu sich. Während seine Limousine die Straßen entlang fährt, reckt sich die totgeglaubte Catwoman dem im Nachthimmel leuchtenden Fledermaus-Symbol Batmans entgegen.

## Entstehung und Hintergründe
Erst als das Warner-Bros.-Studio Tim Burton künstlerische Freiheit gewährt hatte, erklärte er sich bereit, in einer zweiten Batman-Verfilmung seiner Vision Ausdruck zu verleihen – den ersten Teil hatte er als misslungen betrachtet. Batman-Autor Sam Hamm hatte bereits 1990 die Arbeit an einer Fortsetzung des Erfolgsfilms abgeschlossen, woran Burton jedoch kein Interesse zeigte: Er hatte die Lust an Figuren wie Staatsanwalt Harvey Dent (Billy Dee Williams) und Bruce Waynes Freundin Vicky (Kim Basinger) verloren und lehnte die Einführung von Batmans Mitstreiter Robin grundsätzlich ab. Also verpflichteten Warner Bros. Burtons Freund Daniel Waters (Autor von Heathers, Hudson Hawk – Der Meisterdieb) für eine zweite Drehbuchfassung. Dieser ließ die fortgesetzten Handlungselemente aus Batman fallen und konzipierte Batmans Rückkehr als eigenständigen Film, in dem der Pinguin und Catwoman einen Pakt gegen Batman schließen.
Nachdem die Geschichte des Films über die Medien bekannt geworden war, stellte sich Hollywood vor allem die Frage, wer Catwoman spielen wird. Burtons Favoriten Winona Ryder und Lena Olin hatten bereits Verpflichtungen bei anderen Projekten, und Sean Young hatte gegen Annette Bening keine Chance. Als diese jedoch von Warren Beatty schwanger wurde, fiel die Wahl auf Michelle Pfeiffer, die sich bereits 1988 für die Rolle beworben hatte, als es noch gar keine Pläne für Catwoman gab. Ohne das Drehbuch überhaupt gelesen zu haben, unterschrieb dann auch Danny DeVito (die Rolle des Pinguins hatten Burgess Meredith und Dustin Hoffman zuvor abgelehnt). Erst wenige Wochen vor Drehbeginn verpflichtete sich Pfeiffers Ex-Freund Michael Keaton, als ihm 10 Millionen Dollar Gage plus Einspielbeteiligung für die Wiederholung seiner bekanntesten Rolle angeboten wurde.
Unter der Leitung der Produzentin Denise Di Novi (Edward mit den Scherenhänden) begannen im September 1991 die siebenmonatigen Dreharbeiten in Kalifornien und London. Warner Bros. hatte in acht Hallen die 20 Meter hohen Filmsets bauen lassen sowie ein Becken für eine halbe Tonne Frischeis und über zwei Millionen Liter Eiswasser, in dem sich mehr als 40 Pinguine tummelten. Die Produktionskosten für Batmans Rückkehr waren doppelt so hoch wie die für Batman: Allein die Gagen der Schauspieler kosteten 35 Millionen Dollar, die Bereitstellung der vakuumdichten Catwoman-Kostüme belief sich auf weitere 600.000 Dollar. Um sichtbaren kalten Atem zu erzeugen, kühlten riesige Apparate die Hallen auf 15 °C (der Film spielt zur Weihnachtszeit). Technisch fortschrittlich war der erstmalige Einsatz des neuartigen Tonformats Dolby Digital. Burtons Kompromisslosigkeit schloss bei dieser Batman-Produktion die Zugabe von Popmusik aus, um die düstere Grundstimmung nicht zu unterbrechen. Lediglich seine Lieblingsband Siouxsie and the Banshees durften ihren Song Face to Face zu einer Schlüsselszene beisteuern.
Der Name Max Shreck von Batmans durch Christopher Walken dargestellten Gegenspieler soll an den deutschen Nosferatu-Darsteller Max Schreck erinnern.
Dass der Kinderwagen, mit dem der Pinguin in die Kanalisation geworfen wird, aus Weidengeflecht besteht und dass die Handlung 33 Jahre nach der Geburt beginnt, ist eine Anspielung auf biblische Motive: Moses und Jesus.

## Synchronisation
Die deutschsprachige Synchronisation entstand durch Magma Synchron, Berlin nach einem Dialogbuch von Joachim Kunzendorf, der auch die Dialogregie führte.
| Rolle                      | Darsteller         | Synchronsprecher       |
| -------------------------- | ------------------ | ---------------------- |
| Bruce Wayne / Batman       | Michael Keaton     | Joachim Tennstedt      |
| Oswald Cobblepot / Pinguin | Danny DeVito       | Klaus Sonnenschein     |
| Selina Kyle / Catwoman     | Michelle Pfeiffer  | Katja Nottke           |
| Max Shreck                 | Christopher Walken | Norbert Gescher        |
| Alfred Pennyworth          | Michael Gough      | Friedrich Schoenfelder |
| Bürgermeister              | Michael Murphy     | Norbert Langer         |
| Eisprinzessin              | Cristi Conaway     | Gaby Oppermann         |
| Charles „Chip“ Shreck      | Andrew Bryniarski  | Frank Kirschgens       |
| Commissioner James Gordon  | Pat Hingle         | Manfred Petersen       |
| Drehorgelmann              | Vincent Schiavelli | Christian Mey          |
| Josh                       | Steve Witting      | Thomas Petruo          |
| Jen                        | Jan Hooks          | Marina Krogull         |

## Erfolg
Auch das Erscheinen von Batmans Rückkehr wurde wie Batman von einer multimedialen Werbekampagne begleitet: Warner Bros. gab allein für die Werbung 20 Mio. Dollar aus, während die Merchandising-Rechte an weitere 130 Unternehmen wie Coca-Cola, McDonald’s und Nike vergeben wurden. Die Rechnung ging auf: Am Startwochenende spielte Batmans Rückkehr 48 Mio. Dollar ein und brach damit alle Rekorde. Doch verhaltene Filmkritiken und der Vorwurf der Tierquälerei sorgten für Schlagzeilen: PETA warf der Produktion eine nicht artgerechte Haltung der Pinguine vor, Tiertrainer Gary Gero hielt dem eine hervorragende Fütterung und die übermäßige Eierproduktion als Ausdruck von Wohlbehagen entgegen. Doch gegen die negative Presse und Sommerhits wie Basic Instinct und Brennpunkt L.A. – Die Profis sind zurück konnte sich Batmans Rückkehr nicht durchsetzen. Trotz des gegenüber Batman verdoppelten Budgets konnte Batmans Rückkehr mit 267 Mio. US-Dollar (weltweite Kinoeinnahmen) nur knapp zwei Drittel der Einnahmen des Vorgängers (411 Mio. US-Dollar) erzielen.

## Kritiken
„Der Film verlagert das Schwergewicht auf die Aufdeckung der nachfreudianischen Realität der Cartoon-Figuren und ihres Verhaltens. Die opernhafte Inszenierung bedient sich eines cartoonhaft pointierten Designs, das seine gigantischen Entwürfe dem Expressionismus, Kubismus und der Nazi-Kunst entlehnt. Die Perspektive des Regisseurs überlagert die genreübliche Action und versucht, die Comic-Charaktere psychologisch zu vertiefen.“

„Mit brillantem Dekor, sehenswerten Miniatur-Bauten, cineastischen Anspielungen zu Hauf und spannenden Kameraeinsätzen schuf Regisseur Tim Burton gelungene Unterhaltung im ganz großen Stil.“

## Auszeichnungen
- Der Film war 1993 in den Kategorien Beste visuelle Effekte und Bestes Make-up für einen Oscar nominiert.
- 1993 erhielt der Film den Saturn Award für das beste Make-up.
- Die Deutsche Film- und Medienbewertung verlieh dem Film das Prädikat „wertvoll“.[7]